# アマディアス湖
座標: 南緯24度45分00秒 東経130度55分00秒 / 南緯24.75度 東経130.9167度
アマディアス湖（アマディアスこ、英: Lake Amadeus) は、オーストラリア大陸のほぼ中央に当たるノーザンテリトリー南西部の角に位置する、ウルル（エアーズロック）地域にある巨大な塩湖である。現地ピチャンチャチャラ語では単に「塩湖」を意味する「パントゥ (Pantu)」の名で呼ばれている。
日本語では、言葉の揺らぎ、表記揺れにより、「アマデウス湖」「アマジアス湖」「アマデュース湖」とも呼ばれる。

## 概要
ノーザンテリトリーで最大の塩湖である。時々ほぼ完全に干上がる。雨季に流入する雨水は東進し、最終的にフィンケ川に繋がっている。 
最寄りの町「ピーターマン」から名を採ったピーターマン造山運動によって形成された地形の一つである。そう遠くない場所に、上述したウルル（エアーズロック）のほか、カタ・ジュタやコナー山がある。
古来、この湖と周辺地域はアボリジニの土地であり、1979年からはこの年に設立されたカティティ・アボリジニ・ランドトラスト（英：Katiti Aboriginal Land Trust）が、その後、現在は同ランドトラストとピーターマン・アボリジニ・ランドトラスト（英： Petermann Aboriginal Land Trusts）によって保護されている。

## 名称
"Lake Amadeus" はエポニムである。1872年、探検家アーネスト・ジャイルズがこの湖を“発見”した。彼は、後援者であるフェルディナント・フォン・ミュラー男爵にちなんでこの湖を「フェルディナント湖 (Lake Ferdinand)」と命名するつもりでいたが、ミュラーは固辞し、この栄誉を時のスペイン王（サボヤ朝スペイン国王）アマデオ1世に捧げるようジャイルズを説得し、かくして、スペイン語で "Lago Amadeo（ラーゴ アマデオ）"、英語で "Lake Amadeus（レイク アマディアス）" と呼ばれることになった。

## ギャラリー

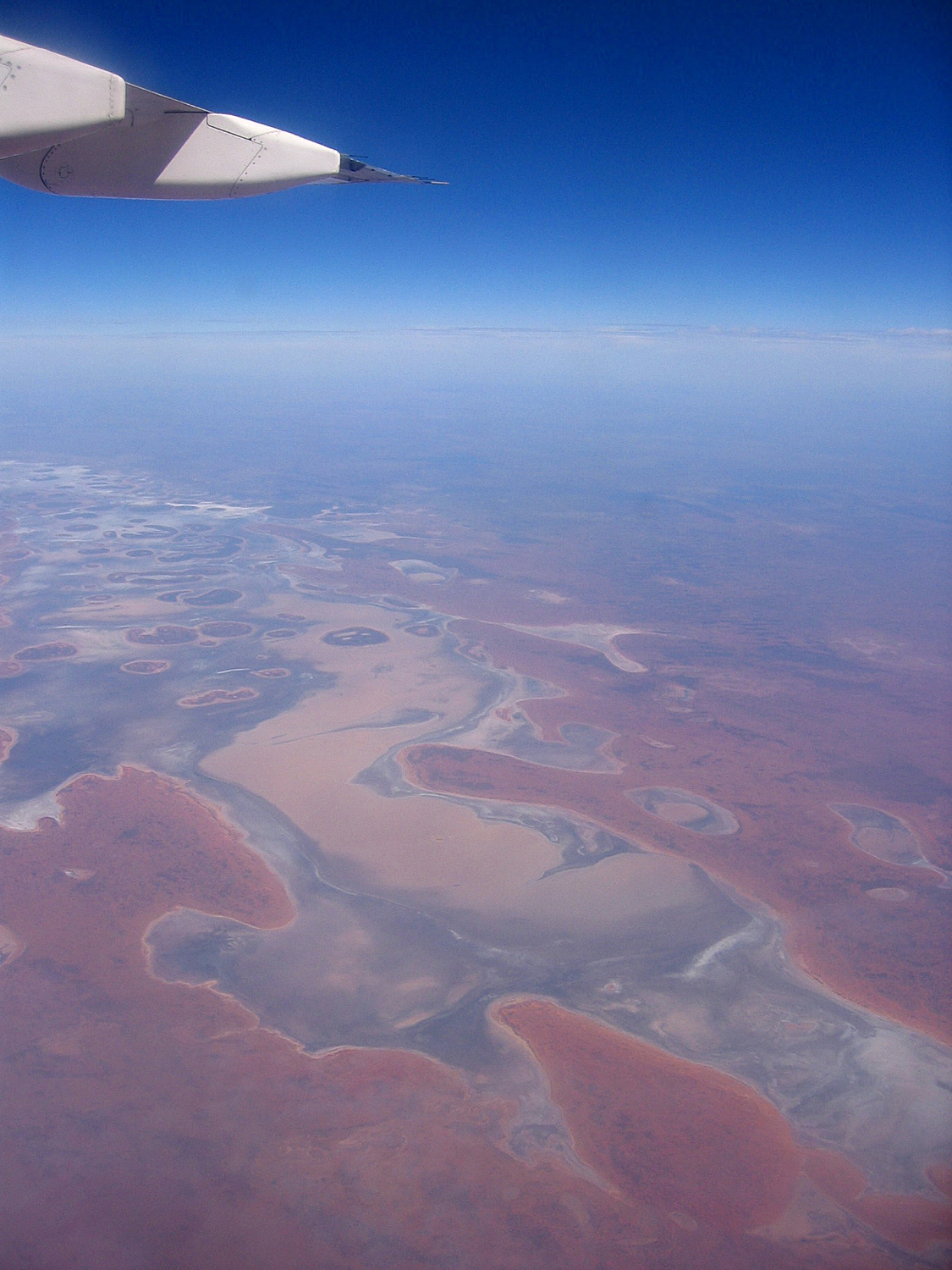
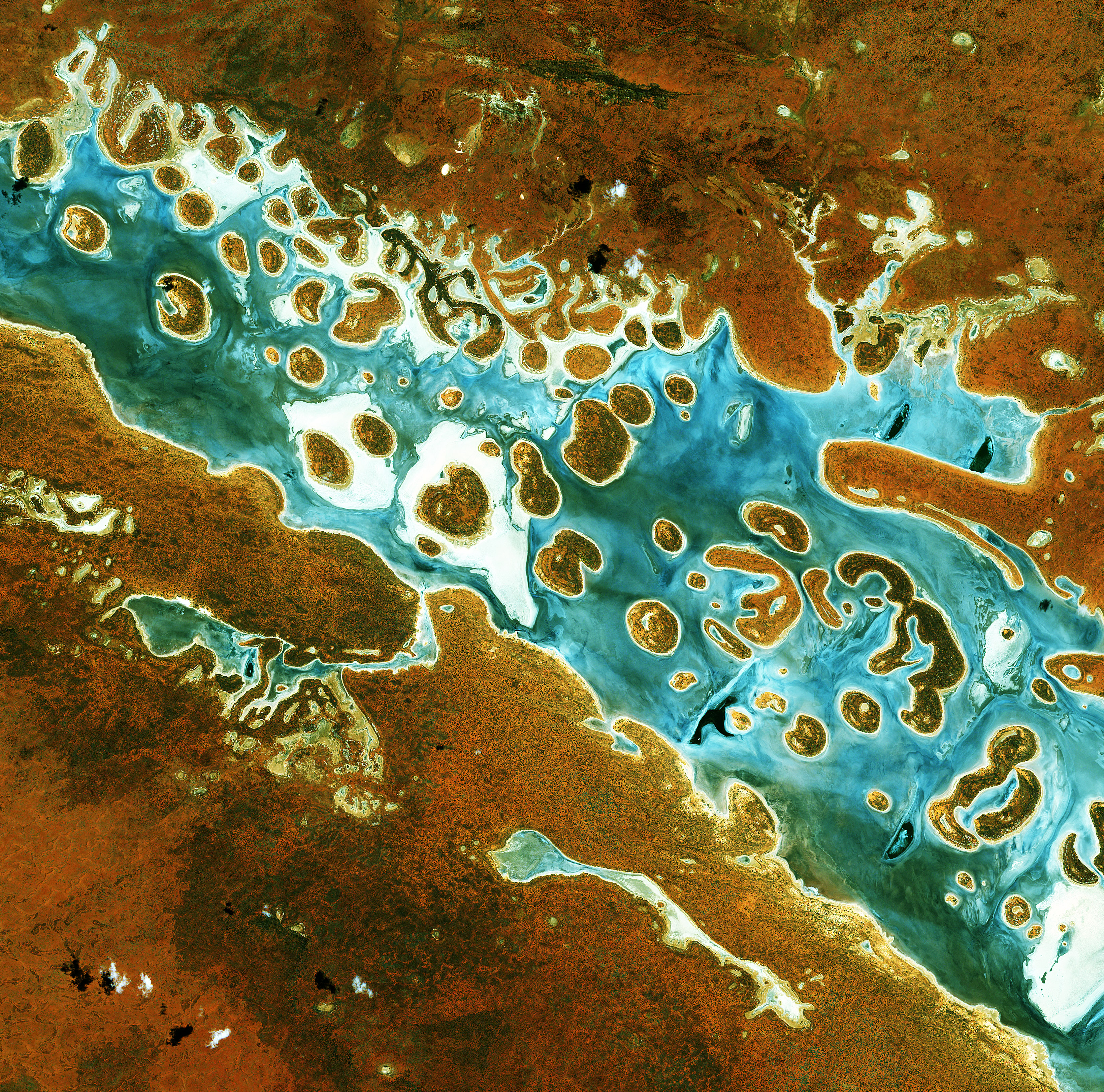
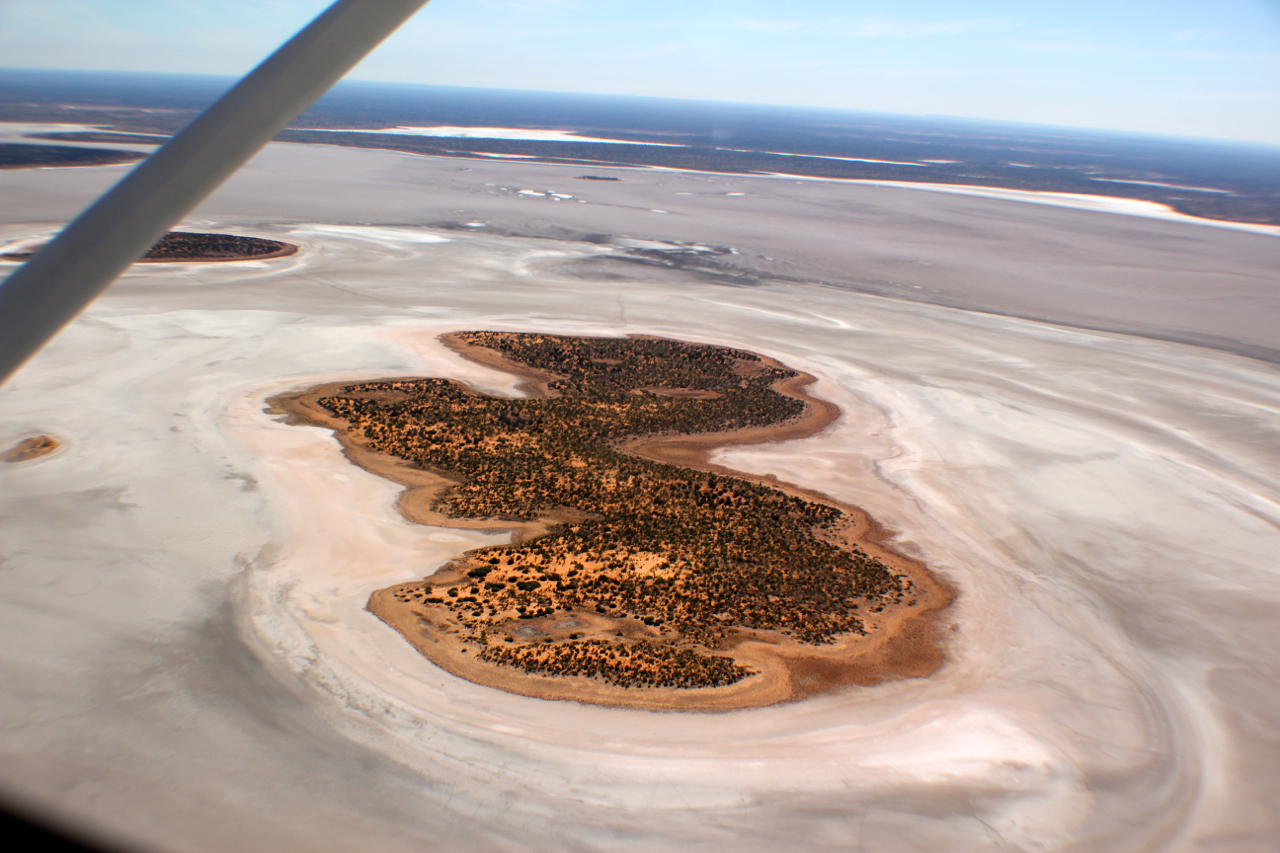
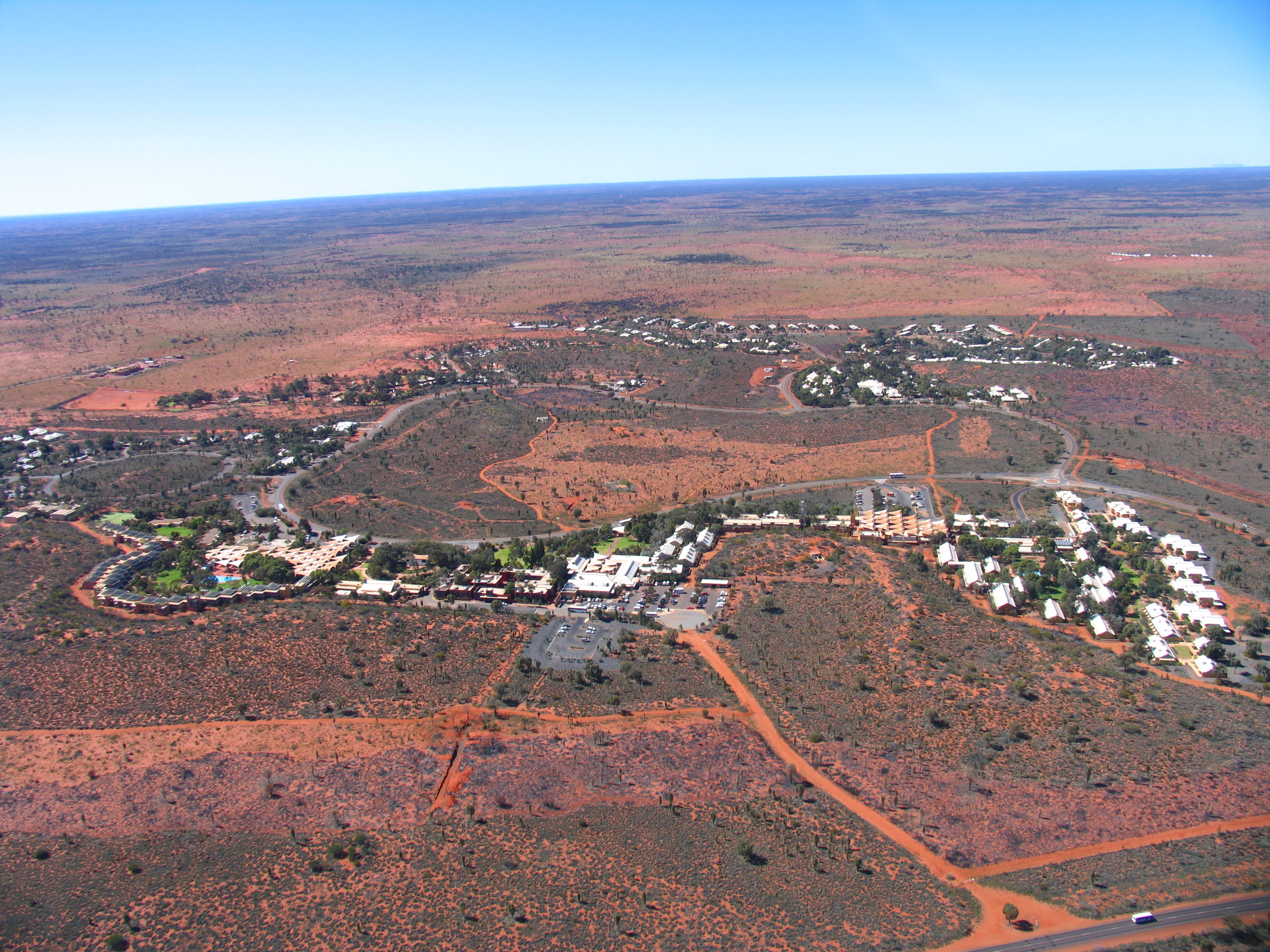
最寄りの町、ユララ